# Pam Rosanio
Pamela Catherine Rosanio, detta Pam (Upper Southampton, 16 ottobre 1986), è un'ex cestista statunitense naturalizzata italiana.
Guardia-ala di 178 cm, ha giocato in Serie A1 italiana con Chieti e nel campionato svedese.

## Statistiche

### Cronologia presenze e punti in Nazionale
| Cronologia completa delle presenze e dei punti in Nazionale - Italia | Cronologia completa delle presenze e dei punti in Nazionale - Italia | Cronologia completa delle presenze e dei punti in Nazionale - Italia | Cronologia completa delle presenze e dei punti in Nazionale - Italia | Cronologia completa delle presenze e dei punti in Nazionale - Italia | Cronologia completa delle presenze e dei punti in Nazionale - Italia | Cronologia completa delle presenze e dei punti in Nazionale - Italia | Cronologia completa delle presenze e dei punti in Nazionale - Italia |
| Data                                                                 | Città                                                                | In casa                                                              | Risultato                                                            | Ospiti                                                               | Competizione                                                         | Punti                                                                | Note                                                                 |
| -------------------------------------------------------------------- | -------------------------------------------------------------------- | -------------------------------------------------------------------- | -------------------------------------------------------------------- | -------------------------------------------------------------------- | -------------------------------------------------------------------- | -------------------------------------------------------------------- | -------------------------------------------------------------------- |
| 28-12-2014                                                           | Schio                                                                | Italia                                                               | 61 - 59                                                              | Russia                                                               | Torneo amichevole                                                    | 5                                                                    | [ 1 ]                                                                |
| 29-12-2014                                                           | Schio                                                                | Italia                                                               | 66 - 63                                                              | Romania                                                              | Torneo amichevole                                                    | 6                                                                    | [ 2 ]                                                                |
| 15-5-2015                                                            | Roma                                                                 | Italia                                                               | 41 - 46                                                              | Ungheria                                                             | Amichevole                                                           | 4                                                                    | [ 3 ]                                                                |
| 22-5-2015                                                            | Bucarest                                                             | Senegal                                                              | 64 - 59                                                              | Italia                                                               | Torneo amichevole                                                    | 5                                                                    | [ 4 ]                                                                |
| 23-5-2015                                                            | Bucarest                                                             | Romania                                                              | 56 - 57                                                              | Italia                                                               | Torneo amichevole                                                    | 2                                                                    | [ 5 ]                                                                |
| Totale                                                               |                                                                      | Presenze                                                             | 5                                                                    |                                                                      | Punti                                                                | 22                                                                   |                                                                      |